# Miles Millar
Miles Millar (n. 1967, Reino Unido) es un guionista y productor de cine y televisión británico. Conocido por codesarrollar y escribir la serie de televisión Smallville, junto a su compañero Alfred Gough.

## Primeros años y carrera
Realizó su educación secundaria en el Claremont Fan Court School y obtuvo un título de grado en el Christ's College, donde fue presidente de la Asociación Conservadora de la Universidad de Cambridge.
Luego asistió al Peter Stark Producing Program en la Universidad del Sur de California, donde conoció a su socio Alfred Gough, con quien comenzaría a coescribir guiones. El dúo gozó de un éxito temprano al vender a New Line Cinema por 400 000 dólares una historia titulada Mango, en la cual un policía que es alérgico a los animales debe convivir con un orangután. Si bien la película nunca se llegó a filmar, fue suficiente para que les sirviera de publicidad.
Desde entonces se han convertido en prolíficos guionistas y productores de cine. Entre sus principales obras como guionistas se encuentran Lethal Weapon 4 (1998), protagonizada por Mel Gibson y Danny Glover; la comedia de acción Shanghai Noon (2000), protagonizada por Jackie Chan, Owen Wilson y Lucy Liu, así como su secuela Los rebeldes de Shanghai (2003), dirigida por David Dobkin. Spider-Man 2 (2004), protagonizada por Tobey Maguire; Herbie: Fully Loaded, protagonizada por Lindsay Lohan y La momia: la tumba del emperador Dragón (2011), dirigida por Rob Cohen.
En el ámbito de la televisión, entre 2001 y 2011 sirvieron como productores ejecutivos de la serie Smallville. En su trabajo como productores se destaca Hannah Montana: The Movie (2009), basada en la serie de televisión Hannah Montana. Esta película marcó el estreno de la compañía de producción con sede en Walt Disney, Millar Gough Ink. A su vez desarrollaron una remake de la clásica serie de televisión Los ángeles de Charlie para la cadena American Broadcasting Company, que se estrenó en el otoño de 2011 y fue cancelada después de una temporada.

## Filmografía
- Soy el número cuatro (2011) (guionista)
- Hannah Montana: The Movie (2009) (productor)
- La momia: la tumba del emperador Dragón (2011) (guionista)
- Herbie: Fully Loaded (2005) (guionista)
- Spider-Man 2 (2004) (guionista)
- Los rebeldes de Shangai (2003) (guionista)
- Showtime (2002) (guionista)
- Shanghai Noon (2000) (guionista)
- Lethal Weapon 4 (1998) (guionista)
- Impacto mortal (1997) (guionista)

## Televisión
- Into the Badlands (2015-actual) (cocreador)
- Los ángeles de Charlie (2011-2012) (cocreador, escritor, productor ejecutivo)
- Aquaman (2006-2007) (cocreador, escritor, productor ejecutivo)
- Smallville (2001-2011) (cocreador, escritor, productor ejecutivo, director)
- The Strip (1999-2000) (cocreador, escritor, productor ejecutivo)
- Ley marcial (1998-1999) (escritor, coproductor)
- Made Men (1998-1999) (escritor)
- Double Tap (1997-1998) (escritor)
- Timecop (1997-1998) (escritor, editor de argumento)